# Волгарь-доброволец
«Волгарь-доброволец» — волжский теплоход, который отличился в Гражданскую и Великую Отечественную войну, плавучий музей.

## История
В сентябре 1918 года в Нижнем Новгороде по призыву помощника капитана парохода «Князь Юрий Суздальский» Леонтьева был сформирован отряд добровольцев для Волжской военной флотилии. Этому отряду был передан теплоход «Матвей Башкиров», который был переименован в «Волгарь-доброволец». На теплоход была навешена броня, установлены 102 и 75-миллиметровые артиллерийские орудия и 4 пулемёта. 14 октября 1918 года теплоход отправился на Каму в состав флотилии. В Гражданскую войну «Волгарь-доброволец» участвовал в боях на Каме, под Царицыном, Камышиным и Дубовкой. Доставлял части Красной Армии к местам боёв, боеприпасы и продовольствие.
После окончания войны теплоход был переоборудован под буксировку нефтеналивных барж, выполнял диспетчерскую и лоцманскую службу.
В 1942 году теплоход вновь был переоборудован для ведения боевых действий и направлен под Сталинград. Там он переправлял в Сталинград воинские части, доставлял продовольствие оружие и боеприпасы, а также обеспечивал противовоздушное прикрытие переправ через Волгу.
В 1967 году по предложению ветеранов речного флота и партийных организаций города Горького был возвращён в город и на нём был организован музей истории Волжской военной флотилии. При этом теплоходу был возвращён военный облик, а на корме была установлена 100-миллиметровая автоматическая пушка. В течение 20 лет «Волгарь-доброволец» совершал рейсы по Волге, Каме и в бассейнах рек Северо-западного региона.
В перестроечные годы, под предлогом материальных трудностей и невозможности содержания, теплоход был разрезан на металлолом.

## Технические характеристики
Бывший речной дизельный буксир «Матвей Башкиров» построен в Коломне в 1916 году.
- Водоизмещение — 373 тонн
- Мощность дизеля — 800 л. с.
- Скорость хода — 7—11 узлов
- Длина наибольшая — 57,7 м
- Ширина — 8,6 м
- Среднее углубление — 1,8 м.
- Вооружение: сначала одно 102-мм, одно 75-мм орудие и четыре пулемета; позже: два 120-мм орудия и два пулемета.